# Frans Oerder

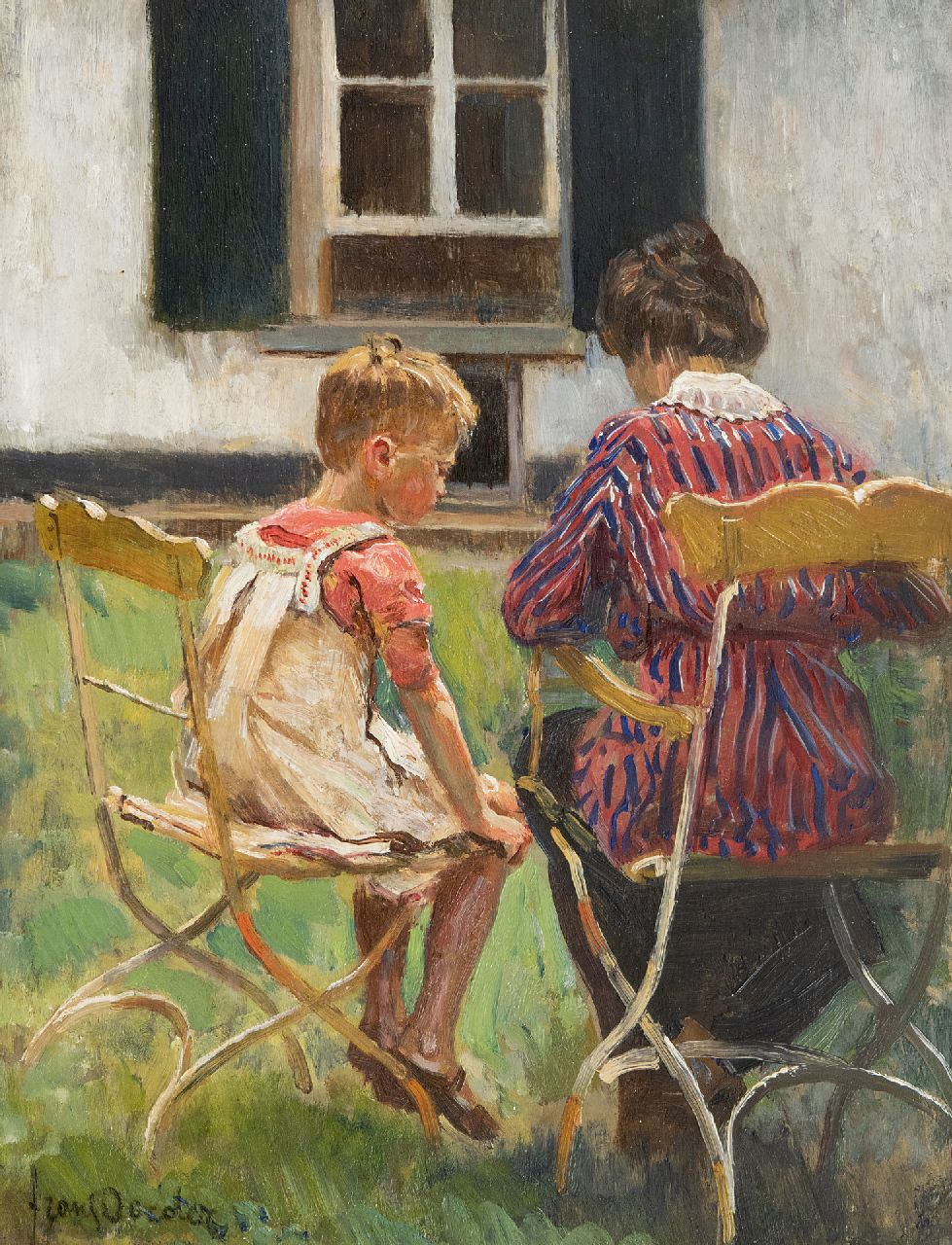
Mutter und Tochter im Garten

Frans David Oerder (* 7. April 1867 in Rotterdam; † 15. Juli 1944 in Pretoria) war ein niederländischer Porträt- und Landschaftsmaler, Radierer und Lithograf.
Oerder studierte an der Academie voor Beeldende Kunsten Rotterdam unter der Leitung von Jan Striening und Alexander Henri Robert van Maasdijk, dann (1889) in Brüssel unter der Leitung von Ernest Blanc-Garin.
1890 wanderte er nach Südafrika aus, wo er in Kapstadt und Pretoria lebte und arbeitete. 1899 wurde Oerder von Paul Kruger offiziell zum Kriegskünstler ernannt und fertigte verschiedene Gemälde und Skizzen des Zweiten Burenkrieges an. Zwischen 1908 und 1909 besuchte er Italien, bis 1938 lebte Oerder wieder in den Niederlanden, wo er in Brabant und Amsterdam arbeitete. 1909 heiratete er die 18 Jahre jüngere Blumenmalerin Petronella Gerarda Pitlo. 1938 kehrte er nach Südafrika zurück, wo er 1944 starb.
Er war Mitglied von „Arti et Amicitiae“ und „Kunstenaarsvereniging Sint Lucas“ in Amsterdam, „Pulchri Studio“ in Den Haag, „Kunstl Liefde“ in Utrecht und „De Rotterdammers“ im Maasstad. Er unterrichtete Jacobus Hendrik Pierneef. Von 1887 bis 1899 nahm er an Ausstellungen in Amsterdam. Rotterdam und Den Haag teil.